# Сан-Ладзаро-дельи-Армени (монастырь)
Сан-Ладзаро-дельи-Армени — армяно-католический монастырь на острове Сан-Ладзаро близ Венеции.
Основан в 1717 году монахом Мехитором (Мхитаром), бежавшим в Венецию от преследования турок. Монастырь известен своей коллекцией манускриптов и старинных книг (в библиотеке обители — более 150.000 томов).

## История
В 1717 году на остров Сан-Ладзаро близ Венеции прибыл армянский католический монах Манук ди Пьетро (Мхитар Севастийский), бежавший ранее вместе с группой последователей из Мореи, которая стала ареной военного противостояния между Венецией и Османской империей, и отдавшийся под покровительство папы римского. Венецианские правители предоставили ему остров Сан-Ладзаро, где он основал религиозный орден мхитаристов и армянскую католическую общину. Остров был благоустроен, площадь его увеличилась почти в четыре раза до 30 тыс. м², на нём были разбиты парки и сады. К 1742 году общиной на острове были построены монашеские корпуса с храмом и библиотекой.

### Библиотека
Библиотека включает коллекцию старинных книг (более 150 тысяч экземпляров), из них собрание манускриптов насчитывает более 5 тысяч рукописей, среди которых 4 тысячи рукописи — армянские. Монастырь превратился в крупный научный центр ориенталистики. В 1810 году Наполеон I присвоил ему статус Academia Armena Sancti Lazari, членами этой Академии стали многие востоковеды, лингвисты, историки.

### Типография
К 1789 году построена типография, помимо печати книг на армянском языке она выпустила многочисленные издания на других языках, среди них: более 50 — на латинском, 80 — на итальянском, 65 — на французском, 75 — на английском, 15 — на немецком, всего на 36 языках. Что касается изданий на русском языке, то для их печати монастырём были специально приобретены соответствующие шрифты. Опыт работы с русскоязычными изданиями был выработан благодаря тому, что в братии монастыря были армяне, прибывшие с армянских территорий в составе Российской империи. Одним из них был брат художника Ивана Айвазовского — это будущий архиепископ Гавриил Айвазовский, он автор книги «Очерк истории России», написанной на армянском языке и изданной в Венеции в 1836 году. Типография просуществовала более 200 лет, закрыта в 1991 году.

### Связи с Россией
Монастырь в разные времена посещали известные россияне: Петр Андреевич Толстой в 1697—1698 годах, император Александр I, художник Александр Иванов, Василий Жуковский, писатели Николай Гоголь и Иван Тургенев, композитор Петр Чайковский.
С 1840 года Иван Айвазовский жил в Италии, где создал около пятидесяти больших работ. Перу художника принадлежит целый цикл картин, созданных здесь и имеющих отношение к Венеции и истории монастыря святого Лазаря, наиболее известные из них «Венеция» (1842), «Мхитаристы на острове святого Лазаря» (1843), «Посещение Байроном мхитаристов на острове святого Лазаря в Венеции» (1899) и особенно «Хаос. Сотворение мира» (1841).
Известный армянский монах, живший в монастыре святого Лазаря, Алишан Гевонд, приобрёл известность как поэт, филолог, историк и философ, за свои труды он был избран членом московского Археологического общества, петербургского Общества любителей русской словесности.
В настоящее время на острове монахами проводятся экскурсии, в ходе которых посетители знакомятся с большой коллекцией восточных древностей, включающей полностью сохранившуюся египетскую мумию.

## Фото
- Монастырский двор
- Вход в монастырь
- Монастырский двор
- Порт